# Plomion
Plomion est une commune française située dans le département de l'Aisne, en région Hauts-de-France.

### Localisation

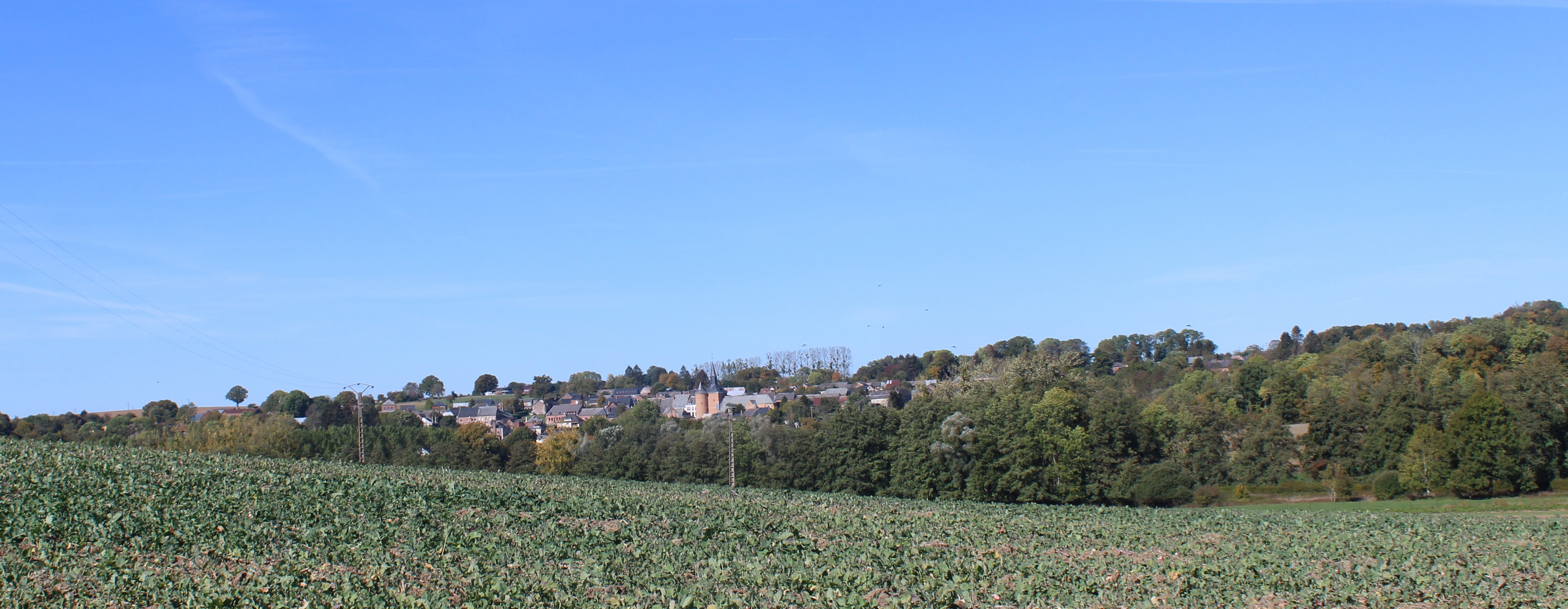
Panorama du village depuis la route de Bancilly.

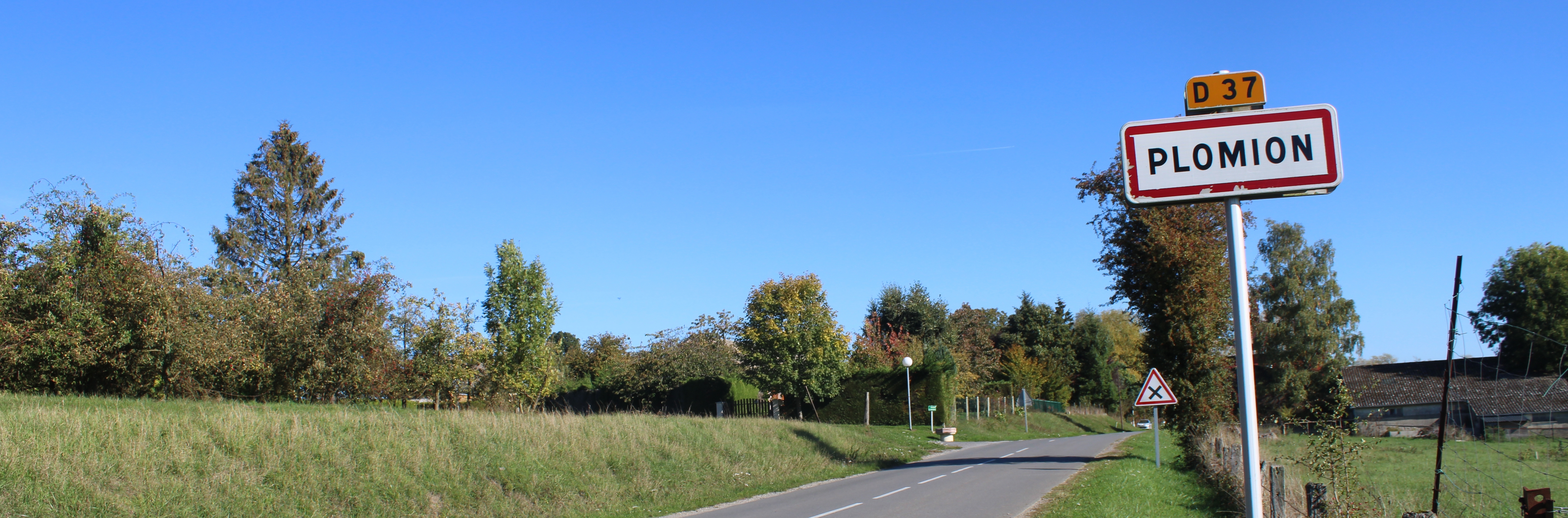
Entrée du village.

## Géographie

### Hydrographie
La commune est située dans le bassin Seine-Normandie. Elle est drainée par la rivière Brune, le Vilpion, le Huteau, le cours d'eau 01 de la Comtesse, le cours d'eau 01 de la Pièce de la Grande Maison, le fossé 01 de la commune de Plomion et le fossé du Pont Jutin,,.
La Brune, d'une longueur de 37 km, prend sa source dans la commune de Brunehamel et se jette  dans le Vilpion à Thiernu, après avoir traversé 20 communes.

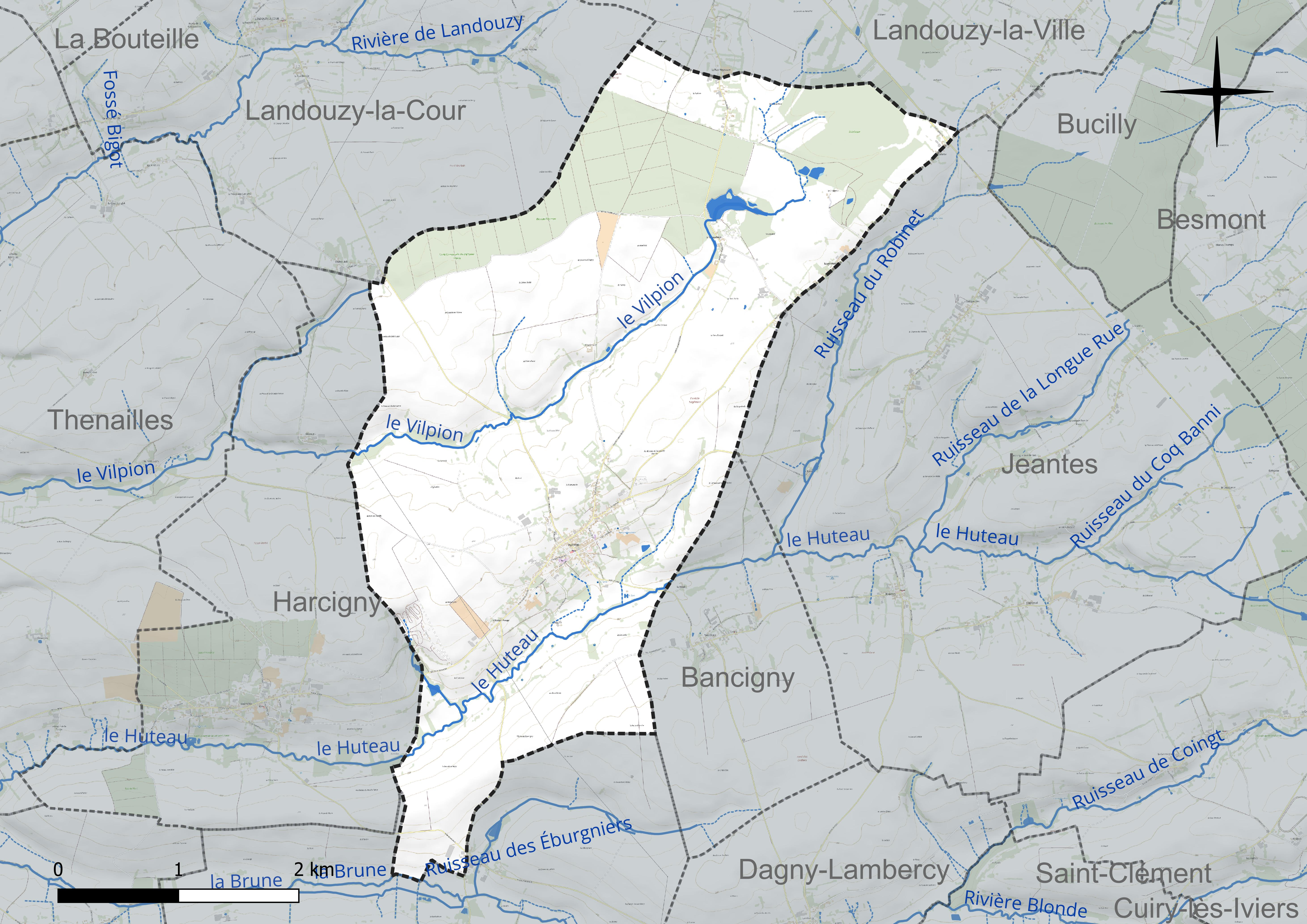
Réseau hydrographique de Plomion.

Le Vilpion, d'une longueur de 43 km, prend sa source dans la commune  et se jette  dans la Serre à Dercy, après avoir traversé 17 communes.
Le Huteau, d'une longueur de 14 km, prend sa source dans la commune de Coingt et se jette  dans la rivière Brune en limite de Hary et de Thenailles, après avoir traversé six communes.

### Climat
Pour des articles plus généraux, voir Climat des Hauts-de-France et Climat de l'Aisne.
En 2010, le climat de la commune est de type climat des marges montargnardes, selon une étude du CNRS s'appuyant sur une série de données couvrant la période 1971-2000. En 2020, Météo-France publie une typologie des climats de la France métropolitaine dans laquelle la commune est exposée à un climat océanique altéré et est dans la région climatique Nord-est du bassin Parisien, caractérisée par un ensoleillement médiocre, une pluviométrie moyenne régulièrement répartie au cours de l'année et un hiver froid (3 °C).
Pour la période 1971-2000, la température annuelle moyenne est de 9,9 °C, avec une amplitude thermique annuelle de 15,1 °C. Le cumul annuel moyen de précipitations est de 881 mm, avec 13,6 jours de précipitations en janvier et 9,8 jours en juillet. Pour la période 1991-2020, la température moyenne annuelle observée sur la station météorologique la plus proche, située sur la commune de Fontaine-lès-Vervins à 10 km à vol d'oiseau, est de 10,5 °C et le cumul annuel moyen de précipitations est de 826,3 mm,. Pour l'avenir, les paramètres climatiques de la commune estimés pour 2050 selon différents scénarios d'émission de gaz à effet de serre sont consultables sur un site dédié publié par Météo-France en novembre 2022.

## Urbanisme

### Typologie
Au 1er janvier 2024, Plomion est catégorisée commune rurale à habitat dispersé, selon la nouvelle grille communale de densité à 7 niveaux définie par l'Insee en 2022.
Elle est située hors unité urbaine et hors attraction des villes,.

### Occupation des sols
L'occupation des sols de la commune, telle qu'elle ressort de la base de données européenne d'occupation biophysique des sols Corine Land Cover (CLC), est marquée par l'importance des territoires agricoles (79,4 % en 2018), une proportion sensiblement équivalente à celle de 1990 (80 %). La répartition détaillée en 2018 est la suivante : 
terres arables (38,9 %), prairies (38,7 %), forêts (15,2 %), zones urbanisées (5,4 %), zones agricoles hétérogènes (1,7 %).
L'évolution de l'occupation des sols de la commune et de ses infrastructures peut être observée sur les différentes représentations cartographiques du territoire : la carte de Cassini (XVIIIe siècle), la carte d'état-major (1820-1866) et les cartes ou photos aériennes de l'IGN pour la période actuelle (1950 à aujourd'hui).

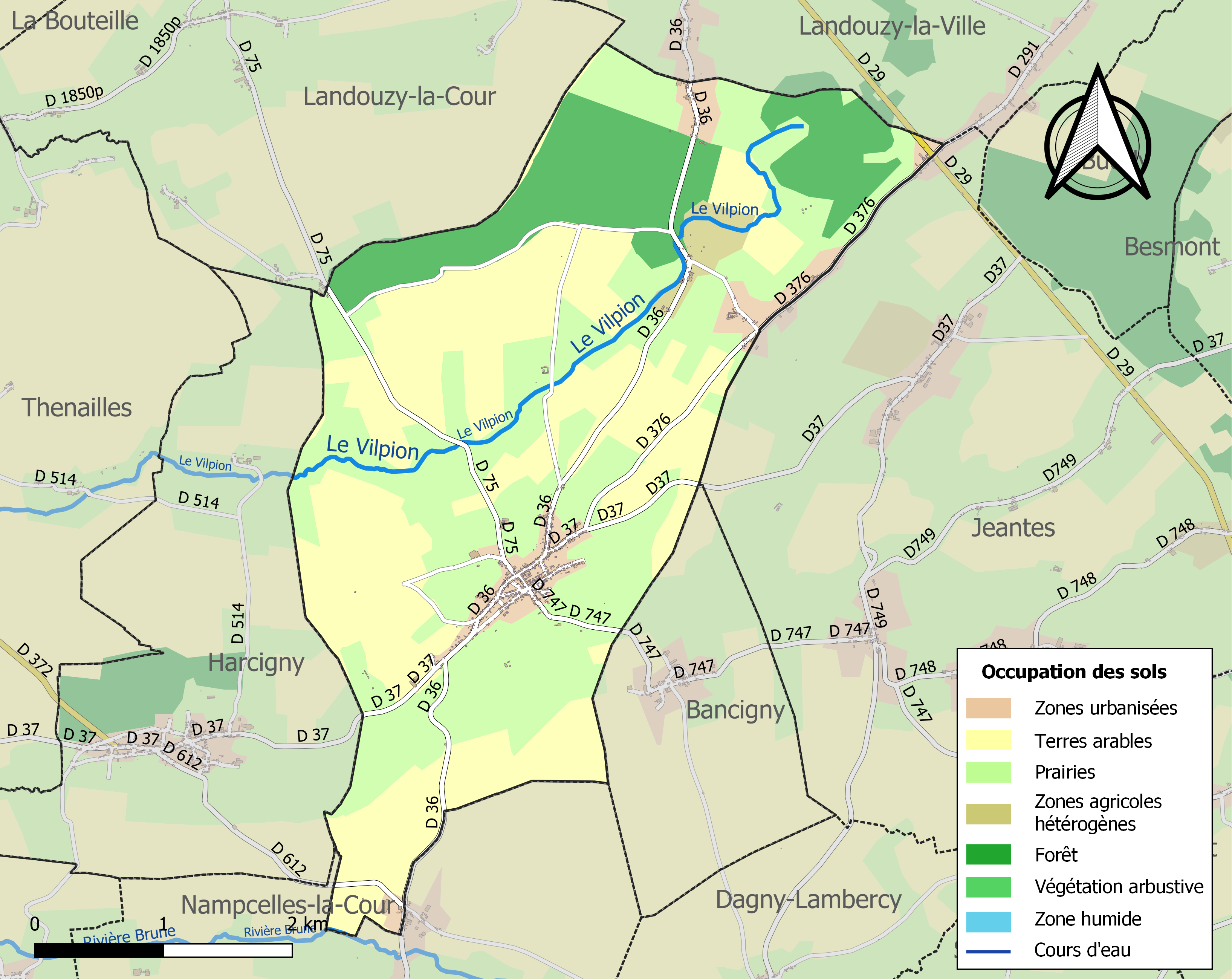
Carte de l'occupation des sols de la commune en 2018 (CLC).

## Toponymie
Le village est cité pour la première fois sous l'appellation latine de Plumio en 1135 dans un cartulaire de l'abbaye de Bucilly. Le nom variera encore ensuite de nombreuses fois en fonction des différents transcripteurs : Plomium, Plumion, Plomio, Plomuon, Ploumion, Plommion et enfin  l'orthographe actuelle Plomion  au XVIIe siècle sur la carte de Cassini.
Plomion pourrait répondre à un Plumbionem, ce mot désigne un « ensemble de gerbes qu'on laisse hiverner dans les champs ». En francien, plumbionem aboutit normalement à plongeon en wallon et dans le dialecte ardennais. Dans le toponyme Plomion, nous pouvons supposer la même évolution : plumbionem > plumion > plomion, Jules Corblet cite dans son Glossaire étymologique et comparatif du patois des paysans picards un terme plommart, équivalent local de l'oïl plongeon « meule de gerbes ».

## Histoire
Carte de Cassini

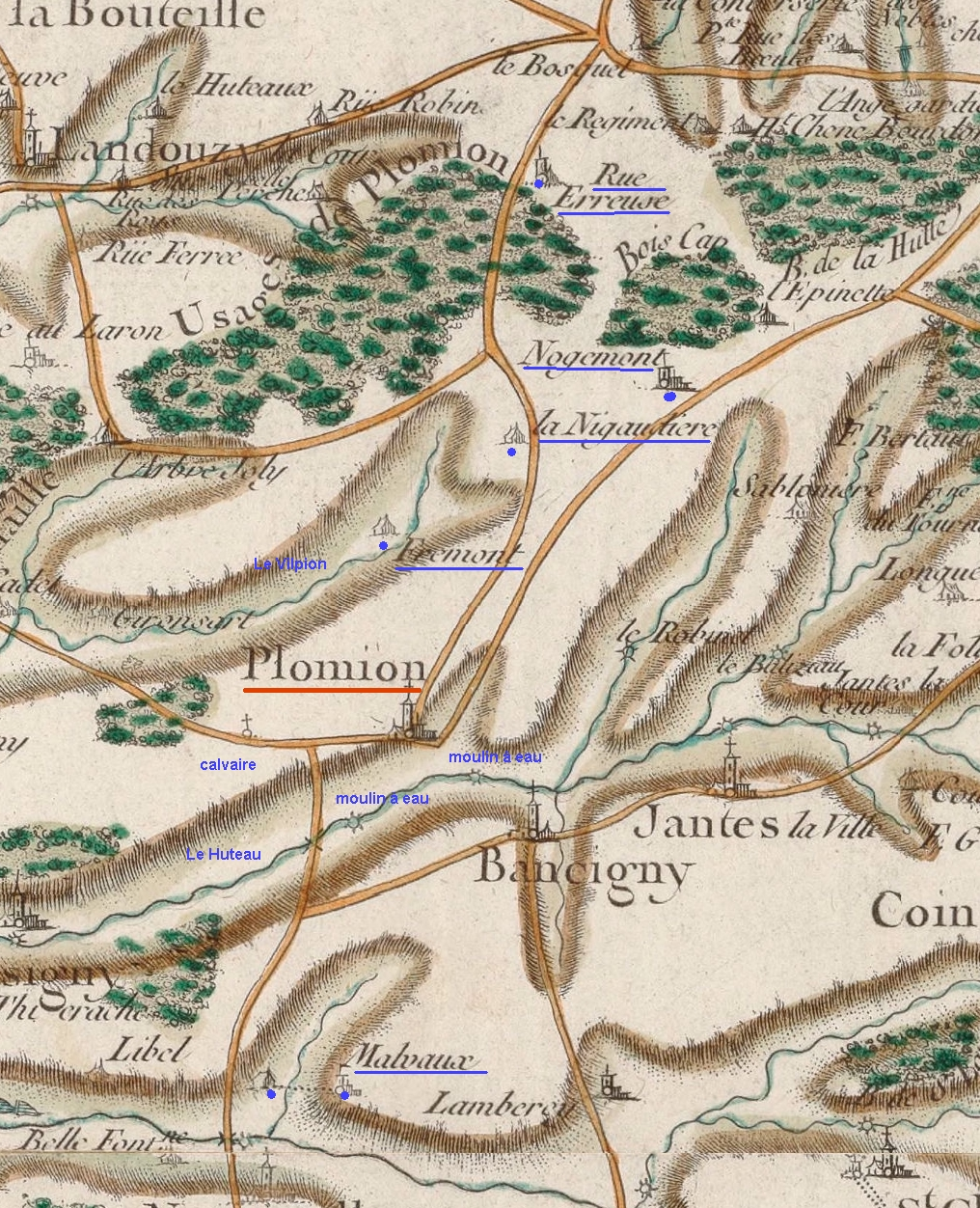
Carte de Cassini du secteur
(vers 1750).

La carte de Cassini montre qu'au XVIIIè siècle, Plomion est une paroisse située entre deux ruisseaux, le Vilpion au nord et le Hutteau au sud sur lequel sont symbolisés deux moulins à eau dont les vestiges subsistent encore actuellement.

Au nord, sont représentés trois hameaux qui existent encore de nos jours, la Nigaudière, Nogémont et la Rue Erreuse (aujourd'hui Rue Heureuse, à cheval sur la commune de Landouzy 
.

Au sud, le hameau de Malvaux est mitoyen avec Nampcelles-la-Cour.
Le 31 août 1944 quatorze habitants de 16 à 72 ans sont fusillés par les SS.

## Politique et administration

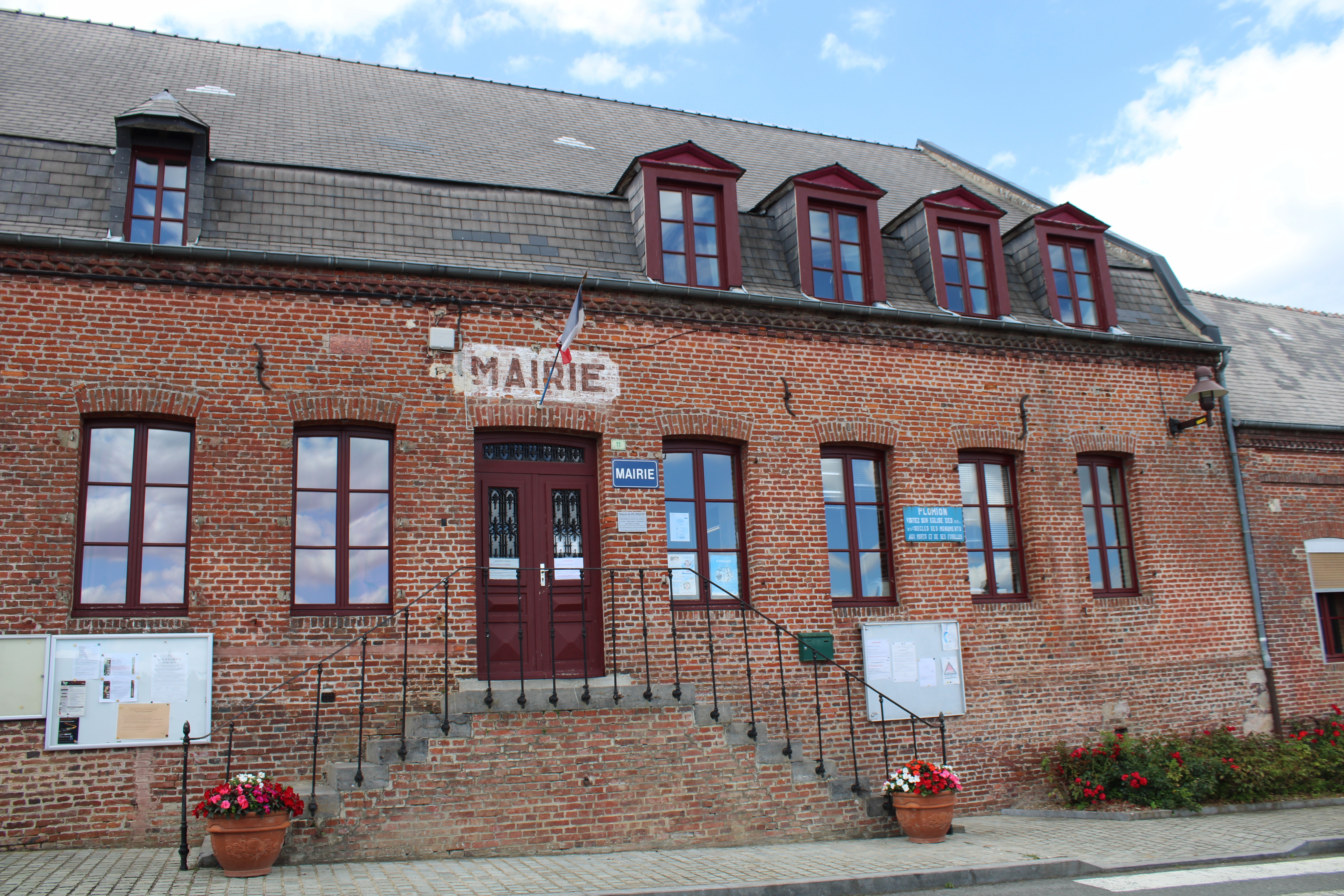
La mairie.

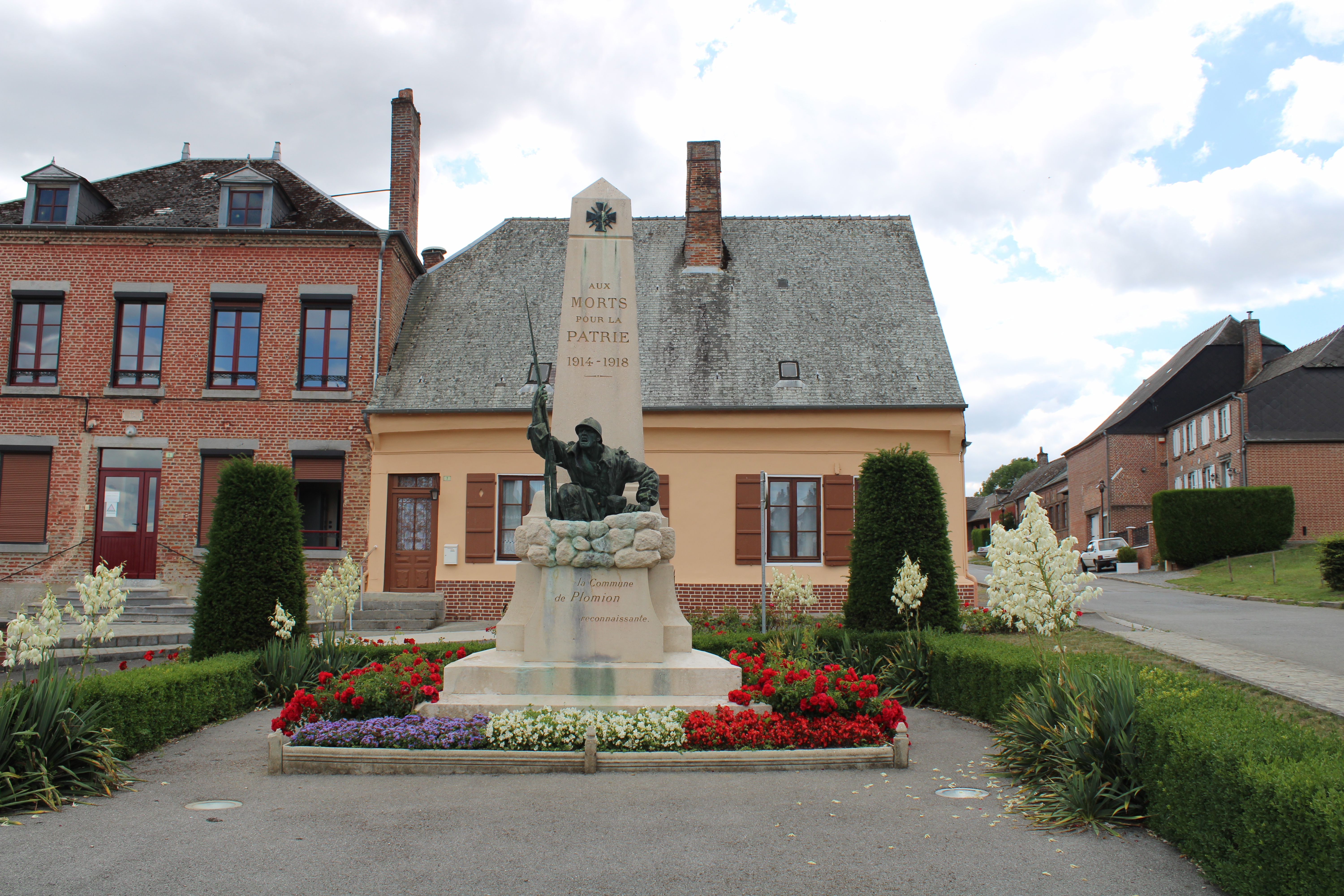
Le monument aux morts.

### Découpage territorial
La commune de Plomion est membre de la communauté de communes de la Thiérache du Centre, un établissement public de coopération intercommunale (EPCI) à fiscalité propre créé le 31 décembre 1992 dont le siège est à La Capelle. Ce dernier est par ailleurs membre d'autres groupements intercommunaux.
Sur le plan administratif, elle est rattachée à l'arrondissement de Vervins, au département de l'Aisne et à la région Hauts-de-France. Sur le plan électoral, elle dépend du  canton de Vervins pour l'élection des conseillers départementaux, depuis le redécoupage cantonal de 2014 entré en vigueur en 2015, et de la troisième circonscription de l'Aisne  pour les élections législatives, depuis le dernier découpage électoral de 2010.

### Administration municipale
| Période                                  | Période                   | Identité            | Étiquette | Qualité                                             |
| ---------------------------------------- | ------------------------- | ------------------- | --------- | --------------------------------------------------- |
| Les données manquantes sont à compléter. |                           |                     |           |                                                     |
|                                          | avril 1941                | Georges Lefevre     |           | Révoqué                                             |
| avril 1941                               | ?                         | Délégation spéciale |           |                                                     |
| Les données manquantes sont à compléter. |                           |                     |           |                                                     |
| années 1970                              | ?                         | Michel Huclin       |           |                                                     |
| Les données manquantes sont à compléter. |                           |                     |           |                                                     |
| mars 2001                                | 2004                      | Monique Lienard     |           |                                                     |
| 2004                                     | juillet 2012,             | Raphaël Chevigné    | DVD       | délégué des éditions Hatier Démissionnaire          |
| 1er août 2012                            | septembre 2012            | Jean-Marie Woiman   |           | Premier adjoint, assure l'intérim                   |
| septembre 2012                           | En cours (au 4 juin 2020) | René Blary          | DVD       | agriculteur-éleveur Réélu pour le mandat 2020-2026, |

## Démographie
L'évolution du nombre d'habitants est connue à travers les recensements de la population effectués dans la commune depuis 1793. Pour les communes de moins de 10 000 habitants, une enquête de recensement portant sur toute la population est réalisée tous les cinq ans, les populations de référence des années intermédiaires étant quant à elles estimées par interpolation ou extrapolation. Pour la commune, le premier recensement exhaustif entrant dans le cadre du nouveau dispositif a été réalisé en 2004.

En 2022, la commune comptait 454 habitants, en évolution de +2,02 % par rapport à 2016 (Aisne : −1,97 %, France hors Mayotte : +2,11 %).
| 1793  | 1800  | 1806  | 1821  | 1831  | 1836  | 1841  | 1846  | 1851  |
| ----- | ----- | ----- | ----- | ----- | ----- | ----- | ----- | ----- |
| 1 280 | 1 215 | 1 261 | 1 349 | 1 494 | 1 621 | 1 617 | 1 646 | 1 557 |

| 1856  | 1861  | 1866  | 1872  | 1876  | 1881  | 1886  | 1891  | 1896  |
| ----- | ----- | ----- | ----- | ----- | ----- | ----- | ----- | ----- |
| 1 643 | 1 638 | 1 586 | 1 512 | 1 518 | 1 276 | 1 257 | 1 219 | 1 197 |

| 1901  | 1906  | 1911  | 1921 | 1926 | 1931 | 1936 | 1946 | 1954 |
| ----- | ----- | ----- | ---- | ---- | ---- | ---- | ---- | ---- |
| 1 164 | 1 064 | 1 045 | 949  | 890  | 810  | 764  | 669  | 715  |

| 1962 | 1968 | 1975 | 1982 | 1990 | 1999 | 2004 | 2006 | 2009 |
| ---- | ---- | ---- | ---- | ---- | ---- | ---- | ---- | ---- |
| 704  | 681  | 630  | 511  | 527  | 518  | 512  | 509  | 482  |

| 2014 | 2019 | 2022 | - | - | - | - | - | - |
| ---- | ---- | ---- | - | - | - | - | - | - |
| 445  | 473  | 454  | - | - | - | - | - | - |

## Lieux et monuments
L'église Notre-Dame de Plomion contient des statues réalisées par Jean Minne à l'aide d'instruments chirurgicaux. En effet, une fois retraité, cet ancien chirurgien a eu l'étrange idée de recycler ses anciens outils pour s'initier à la sculpture du bois. Le résultat est tout à fait étonnant.
- Lavoir.

## Galerie

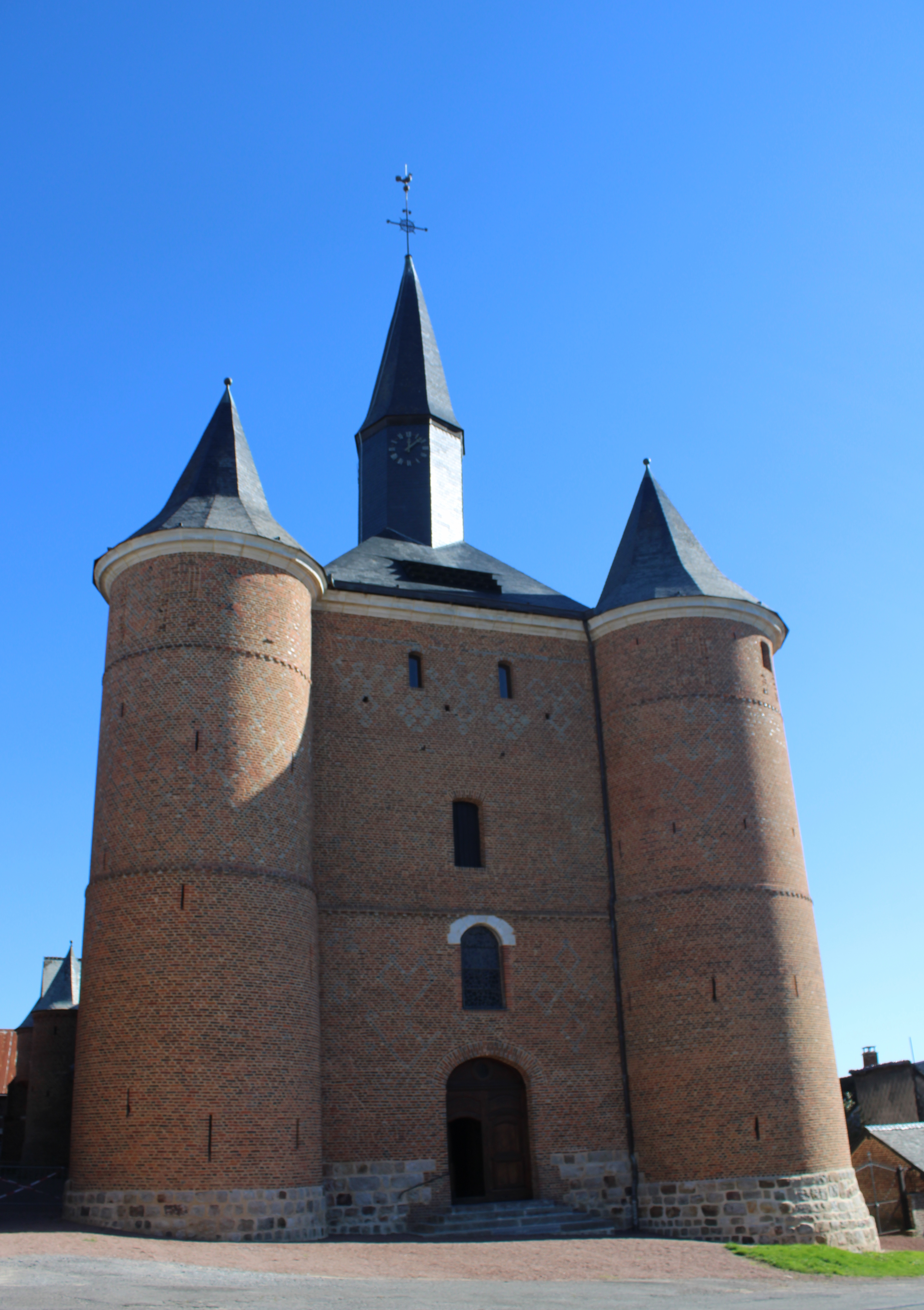
L'église fortifiée Notre-Dame de Plomion.
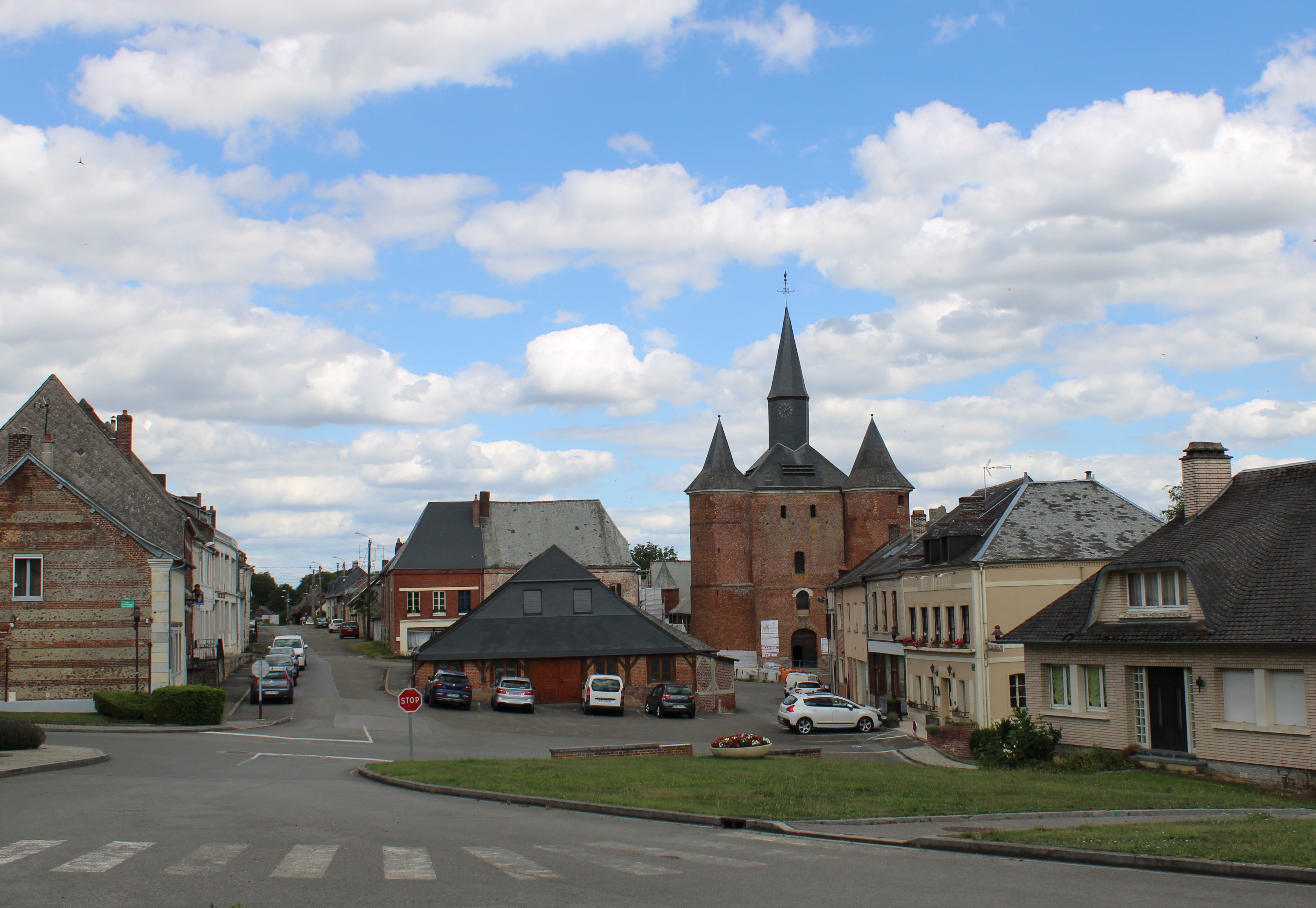
Vue de la place et des halles.
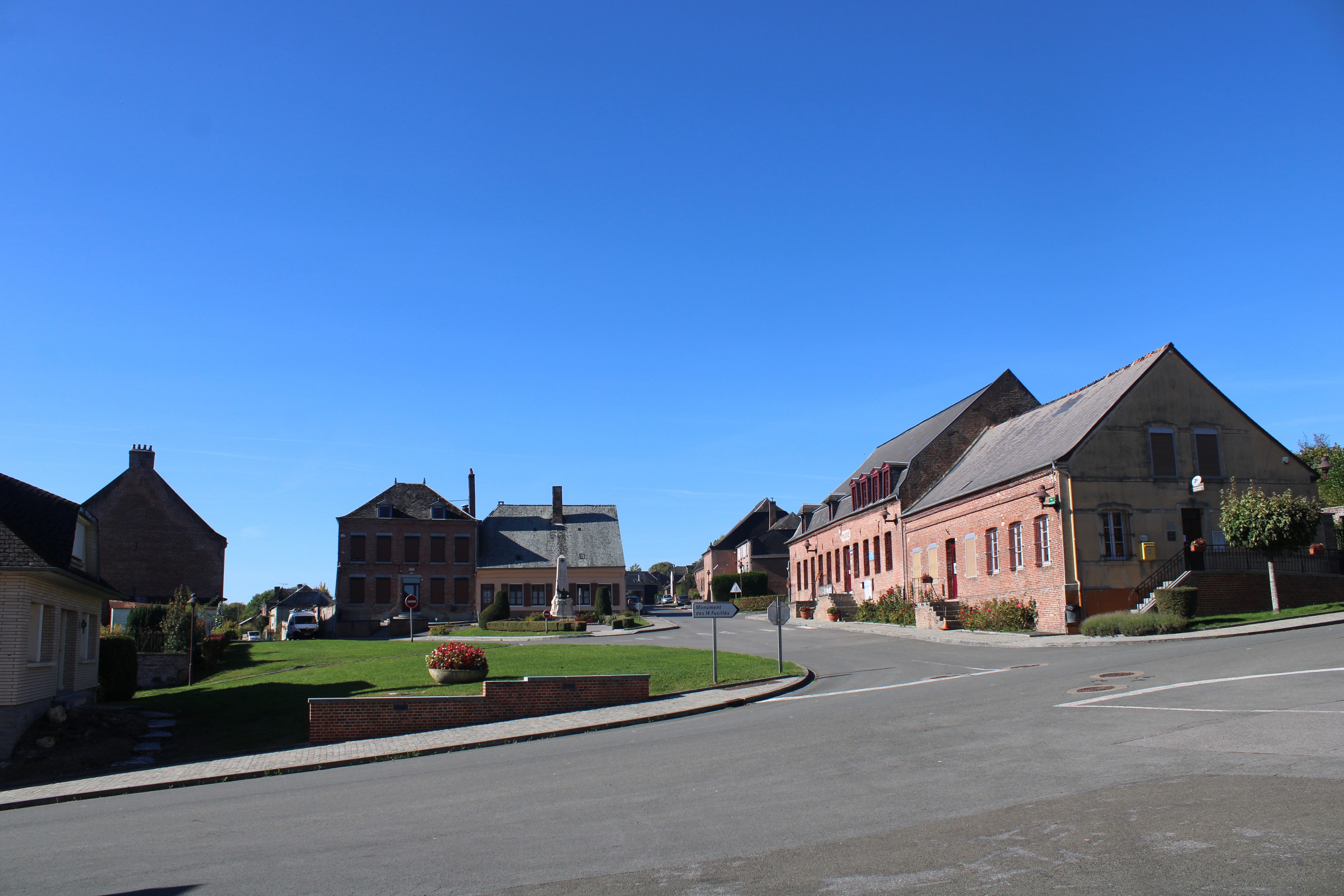
La Grand'place avec le monument aux morts et la mairie.
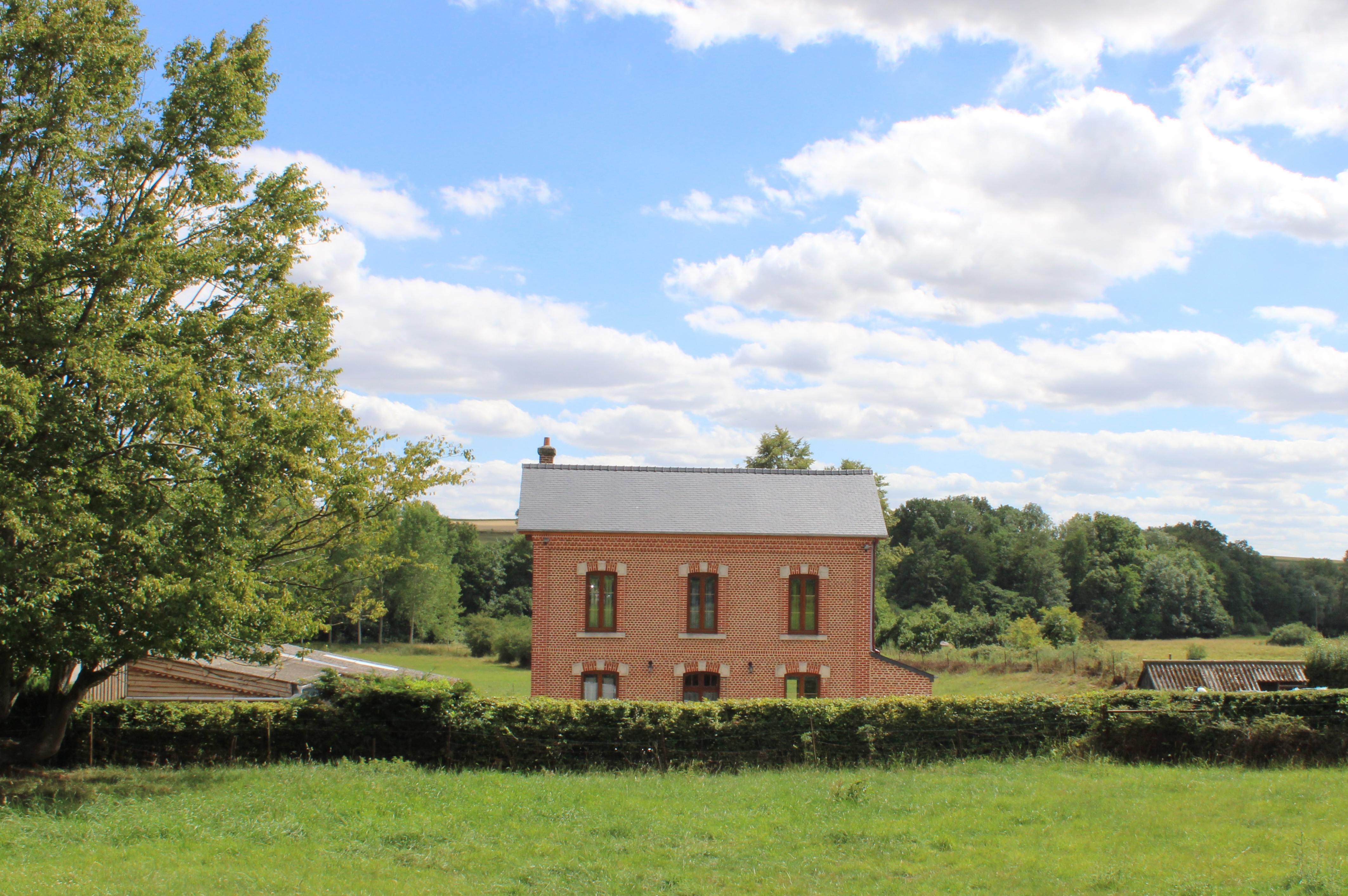
L'ancienne gare de la ligne de Romery à Liart.
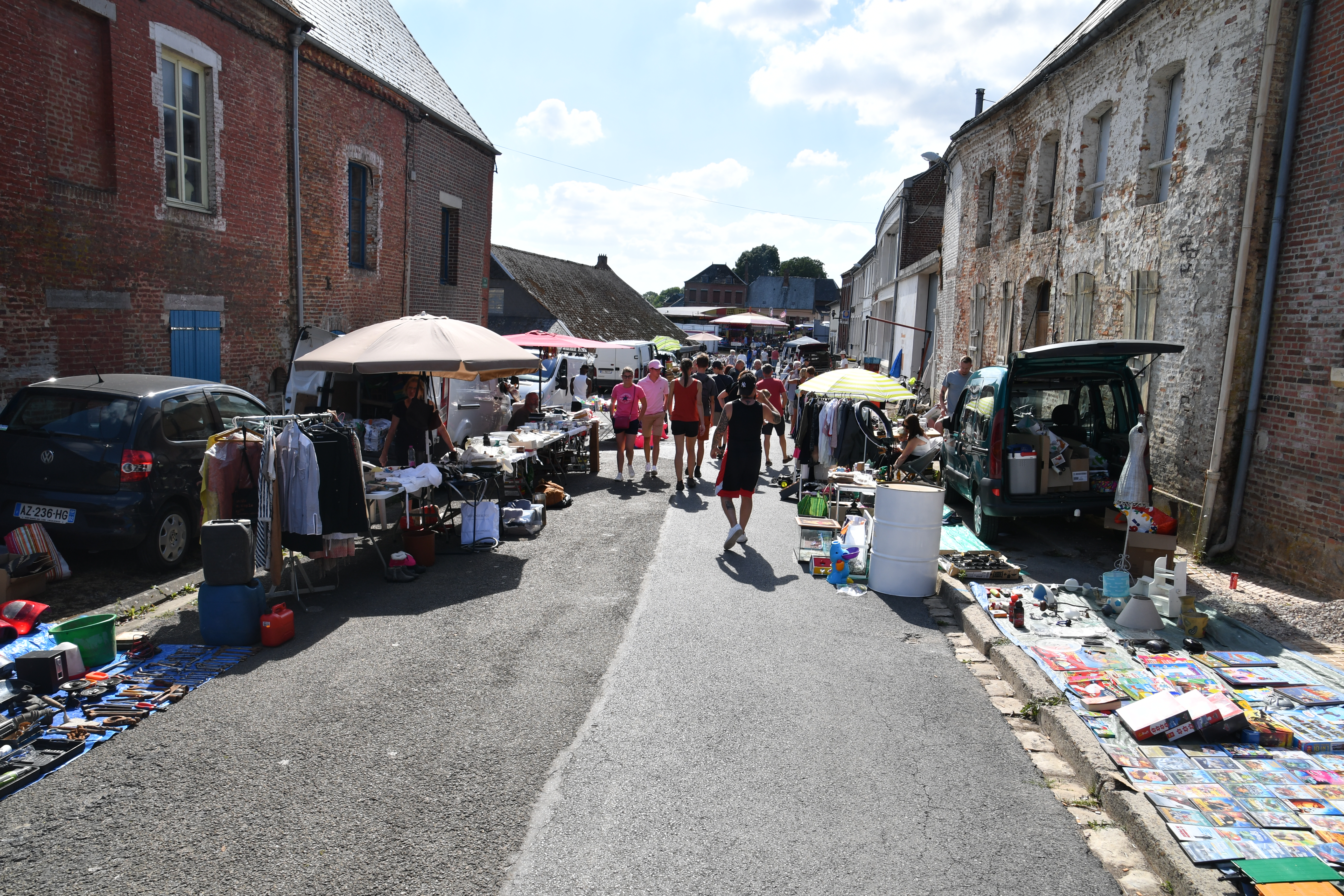
Brocante 2022.
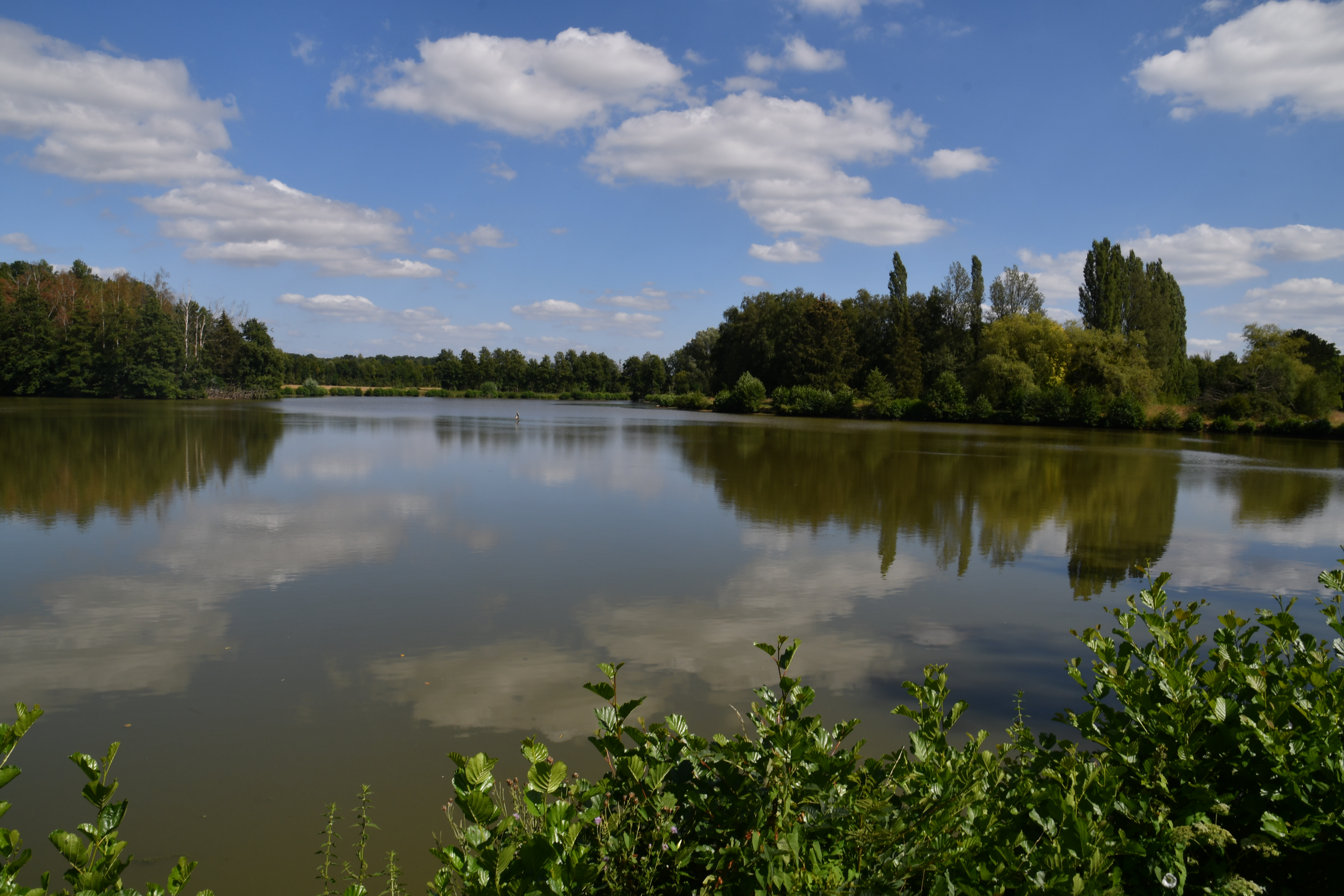
Plan d'eau de la Nigaudière.
- Vidéo de l'intérieur de l'église Notre-Dame de Plomion.

## Personnalités liées à la commune
- Louis Baron, député et avocat, et son frère,

## Activités économiques, culturelles, sportives et associatives
- À la périphérie de Plomion, se trouve la Nigaudière qui comprend un étang.
- Plomion dispose d'un terrain de moto cross « La Comtesse » créé en 1983 qui deviendra par la suite Moto club de Marle et Plomion.